# Arvo Andresson
Arvo Andresson, född 3 februari 1954, död 28 september 1994, var en estnisk sjökapten. Han var befälhavare ombord på M/S Estonia och omkom i samband med dess förlisning på Östersjön den 28 september 1994.
Andresson utexaminerades från sjöbefälsskolan i Tallinn 1973, gick till sjöss 1974, studerade vid Makarov-akademin i Leningrad 1977–1982 och fick sjökaptensbrev 1986. Han tjänstgjorde därefter som befälhavare på styckegodsfartyg och blev 1992 befälhavare på passagerarfartyget Georg Ots, som gick mellan Tallinn och Helsingfors. När M/S Estonia togs i drift blev Andresson fartygets förste befälhavare och när Estland blev självständigt 1991 blev Andresson landets första sjökapten.

## Estoniaolyckan
På kvällen den 27 september 1994 besökte Andresson kommandobryggan vid 20-tiden och vid 23-tiden rapporterades att kraftiga vågor slog mot fartygets babordssida. Andresson återkom till kommandobryggan vid 23.30-tiden och beordrade att stabilisatorerna skulle sättas igång. Därefter lämnade Andresson kommandobryggan. Vid vaktavlösningen på bryggan vid 01-tiden återkom Andresson till kommandobryggan och konstaterade att fartyget låg en timma efter i tidsschemat. I olyckans slutskede sågs tredjestyrman Andres Tammes och förste andrestyrman Tormi Ainsalu lämna kommandobryggan och troligtvis stannade Andresson och överstyrman Juhan Herma kvar på bryggan och omkom.